# Коктобе (Єскельдинський район)
Коктобе́ (каз. Көктөбе) — село у складі Єскельдинського району Жетисуської області Казахстану. Входить до складу Конирського сільського округу.
У радянські часи село називалося Калиновка.
Населення — 154 особи (2021; 370 у 2009, 472 у 1999, 1009 у 1989).